# JOINT (川田まみの曲)
「JOINT」（ジョイント）は、日本の女性歌手、川田まみの楽曲。川田の5作目のシングルとして、2007年10月31日にジェネオンエンタテインメントから発売された。本シングルに収録された楽曲「JOINT」・「triangle」はMBS・TBS系テレビアニメ『灼眼のシャナII』の前期オープニングテーマ・エンディングテーマとしてそれぞれ起用された。

## リリース
初回限定盤には「JOINT」のミュージック・ビデオを収録したDVDが同梱されている。「JOINT」とカップリング曲「triangle」の歌詞の中には、『灼眼のシャナII』の資料やシナリオに出てくる言葉がいくつか含まれていると、インタビューで彼女は答えている。2曲共にアルバム『SAVIA』に収録されている。

## 音楽性
楽曲「JOINT」のジャンルについて洋泉社が発行する『アニソンマガジン』のライター・有村悠は、作・編曲を手掛けた中沢伴行の「持ち味であるポップなメロディラインが光る」とし、サビに至るまでのベースラインを特筆してインダストリアル・ロックもしくはオルタナティヴ・ロックに近いアレンジがなされていると言及した。IBGメディアが運営する無料歌詞検索サイトUtaTenのライター・有紀はBPMの速さ、音の重厚感や歌詞の内容にタイアップ作品『灼眼のシャナⅡ』のストーリー展開が反映されていると述べた。高瀬一矢が作・編曲を行ったカップリング曲「triangle」について、有村は高瀬の得意とするトランス楽曲であると指摘し、高瀬の所属する音楽制作集団I'veらしさが垣間見えると言及した。また、高瀬がこれまでに手掛けてきた川田のディスコグラフィ「Get my way!」、「Not Fil」と比較して、バンド風のアレンジがなされたそれらの楽曲と異なるアプローチを今作で見せたと特筆している。音楽雑誌『CDJournal』のガイドコメントでは、シングル収録曲について「ロック・テイストにあふれた楽曲が力強く鳴らされている」と述べられた。

## チャート成績、評価
シングル『JOINT』は、2007年11月12日付けの週間オリコンシングルチャートにおいて最高の9位を記録し、自身初となる上位十傑入りを果たした。
2019年には、ソニー・ミュージックエンタテインメントのアニメソング人気投票キャンペーン「平成アニソン大賞」において編曲賞（2001年 - 2009年）に選出された。

## 批評
川田のヴォーカルについては音楽ライターから好感を持たれている。『CDJournal』のレビュアーは「繊細でキュートな声色と疾走感」があると言及し、「UtaTen」のライター・有紀は川田の「切なく力強く優しい歌声と、曲がとてもマッチ」していると述べ、とりわけサビの歌詞「この手を離さないで」の切なさを特筆した。

## シングル収録曲
1. JOINT [4:01]
作詞：川田まみ／作曲：中沢伴行／編曲：中沢伴行、尾崎武士
2. triangle [4:51]
作詞：川田まみ／作曲・編曲：高瀬一矢
3. JOINT -Instrumental- [4:01]
4. triangle -Instrumental- [4:48]

## クレジット

### プロモーションビデオキャスト
- 川田まみ
- 尾崎武士（I've）
- ハリー吉田（I've USA）

### プロモーションビデオスタッフ
- 総合プロデューサー：一法師康孝（FUCTORY records／I've）
- プロデューサー：石原裕久（DNA）
- ディレクター：森田一平（SALOON）
- カメラ：森田一平（SALOON）
- 照明：中川大輔
- VE：TAKESHI YAMAGUCHI（GS）
- アート：KOZEN FUJIWARA
- ヘアー＆メイク：須賀千尋
- スタイリスト：前田千佳子（MORIS）
- Editor：MAKOTO AMEMIYA
- MAV：YOSUKE HAGA
- プロダクション：Dance Not Act
- スペシャルサンクス：BOSSA NOVA
- トータルプロデュース：I've&ジェネオンエンタテインメント

## カバー
- 石田燿子 （『Hyper Yocomix 3』（2008年6月25日発売）に収録。）
- 日野聡（アルバム『新・百歌声爛 男性声優編』収録）

### 雑誌記事
- 『アニソンマガジン vol.3』、洋泉社、2008年1月8日、ISBN 978-4-86248-225-9。
  - 「2007年秋クール放映アニメ新OP&ED 主題歌パーフェクトレビュー」、65 - 74頁。